# Portal (Georgia)
Portal is een plaats (town) in de Amerikaanse staat Georgia, en valt bestuurlijk gezien onder Bulloch County.

## Demografie
Bij de volkstelling in 2000 werd het aantal inwoners vastgesteld op 597.
In 2006 is het aantal inwoners door het United States Census Bureau geschat op 595, een daling van 2 (-0.3%).

## Geografie
Volgens het United States Census Bureau beslaat de plaats een oppervlakte van
4,6 km², waarvan 4,5 km² land en 0,1 km² water. Portal ligt op ongeveer 82 m boven zeeniveau.

## Plaatsen in de nabije omgeving
De onderstaande figuur toont nabijgelegen plaatsen in een straal van 20 km rond Portal.